# Raphael Zari
Raphael Zari, bürgerlicher Name Raphael Schmischke, (* 1991 in Köln) ist ein deutscher Schauspieler.

## Leben
Raphael Zari wuchs bilingual mit Deutsch und Persisch als Muttersprachen auf.
Seine Schauspielausbildung erhielt er von 2012 bis 2016 an der Universität der Künste Berlin und am Royal Conservatoire of Scotland in Glasgow. Während seiner Ausbildung wirkte er bereits in Produktionen des Dundee Repertory Theatre und des Tron Theatre mit und gastierte am The Cockpit Theatre in London.
2016 spielte er am Theater für Niedersachsen in Hildesheim den Hérault-Séchelles in Dantons Tod. Von 2016 bis 2018 spielte  er in mehreren Produktionen am „Theater Strahl“ in Berlin, u. a. den Demetrius in einer Sommernachtstraum-Adaption. In der Spielzeit 2019/20 gastierte er am Théâtre des Bouffes du Nord in Paris.
Zari stand auch für verschiedene Film- und Fernsehproduktionen, u. a. unter der Regie von Isabel Kleefeld, Irene von Alberti und Florian Schmitz, vor der Kamera. 2021 spielte er die männliche Hauptrolle des jungen Ex-Häftlings Luca in dem britischen Kurzfilm Absolution, der beim Norwich Film Festival als „Best East Anglian Film“ ausgezeichnet wurde.
In der 11. Staffel der ZDF-Serie Letzte Spur Berlin (2022) übernahm er in mehreren Folgen die Rolle des „charmanten“ Boris Terjung, der die Kriminalermittlerin Lucy Elbe (Josephin Busch) für sein Blind Date hält.
Zari, der verschiedene Martial-Arts-Techniken praktiziert, lebt in Berlin.

## Filmografie (Auswahl)
- 2001: Schluss mit lustig! (Fernsehfilm)
- 2012: Ladykracher (Fernsehserie)
- 2017: Der lange Sommer der Theorie (Kinofilm)
- 2018: Arme Ritter (Kinofilm)
- 2019: Alarm für Cobra 11 – Die Autobahnpolizei: Vermächtnis (Fernsehserie, eine Folge)
- 2021: Absolution (Kurzfilm, Großbritannien)
- 2022: Letzte Spur Berlin (Fernsehserie, drei Folgen)
- 2022: Notruf Hafenkante: Frohe Weihnachten (Fernsehserie, eine Folge)
- 2023: SOKO Leipzig: Schutzbefohlen (Fernsehserie, eine Folge)
- 2024: Mandat für Mai (Fernsehserie)